# جون ديكر (كاتب)
جون ديكر (بالإنجليزية: Jon Decker)‏ هو كاتب أمريكي، ولد في 18 أكتوبر 1966 في واشنطن العاصمة في الولايات المتحدة.